# Denis Geppert
Denis Geppert (Lichtenstein, RDA, 24 de enero de 1976) es un deportista alemán que compitió en luge en la modalidad individual.
Ganó dos medallas de plata en el Campeonato Europeo de Luge de 2002. Participó en los Juegos Olímpicos de Salt Lake City 2002, ocupando el séptimo lugar en la prueba individual.

## Palmarés internacional
| Campeonato Europeo | Campeonato Europeo   | Campeonato Europeo | Campeonato Europeo |
| Año                | Lugar                | Medalla            | Prueba             |
| ------------------ | -------------------- | ------------------ | ------------------ |
| 2002               | Altenberg (Alemania) | Medalla de plata   | Individual         |
| 2002               | Altenberg (Alemania) | Medalla de plata   | Equipo             |